# La mirada del desconegut
La mirada del desconegut (títol original en anglès, The Passion of Darkly Noon) és una pel·lícula de terror psicològic dramàtica britànica del 1995 escrita i dirigida per Philip Ridley. La pel·lícula és protagonitzada per Brendan Fraser, Ashley Judd i Viggo Mortensen. Ha estat doblada al català.
El nom del protagonista i el títol de la pel·lícula provenen d'un passatge de la Bíblia, 1 Corintis 13: "Ara veiem a través d'un vidre, fosc…".
Per la pel·lícula, Ridley va ser guardonat amb el Premi al Millor Director al Fantasporto. Al XXVIII Festival Internacional de Cinema Fantàstic de Sitges va rebre el premi a la millor banda sonora.:

## Argument
Darkly Noon (Brendan Fraser), el nom del qual prové d'un passatge de la Bíblia, és un jove que ha passat tota la seva vida com a membre d'un culte cristià ultraconservador. Després d'un incident violent en què el culte es dissol i els pares de Darkly moren, un Darkly desorientat s'endinsa en un bosc a la regió dels Apalatxes de Carolina del Nord. És rescatat de l'esgotament per un transportista de taüts anomenat Jude (Loren Dean) i la seva amiga Callie (Ashley Judd).
Jude deixa Darkly a la cura de Callie. Mentre la Callie el cuida, Darkly es veu frustrat pel conflicte entre el seu passat religiós i la seva atracció pel seu nou company. La seva frustració s'intensifica quan Clay (Viggo Mortensen), el nuvi mut de Callie, que construeix els taüts que ven Jude, torna a casa després d'haver estat uns dies fora. L'agitació interior d'en Darkly augmenta encara més després que es trobi amb la mare de Clay, Roxy (Grace Zabriskie), que menysprea la relació entre Clay i Callie. La Roxy li diu a Darkly que creu que la Callie és una bruixa decidida a destruir la família de la Roxy.
Malgrat el seu comportament independent, Darkly es fa bon amic de Jude. Un dia, Darkly descobreix una estranya sabata gegant al riu, i quan el gos de Roxy mor, col·loquen el cos a la sabata i li calen foc com una pira funerària flotant.
Jude proposa que ell i Darkly marxin a viure junts. Darkly accepta, i Jude se'n va amb plans per tornar per Darkly. Superada per la solitud, Roxy se suïcida. Després de trobar el cos de Roxy, Darkly al·lucin que els seus pares morts li diuen que mati la Callie.
Ara completament desencaixat, Darkly s'embolica amb filferro de pues, es pinta de vermell i s'arma amb un dels burins de Clay. Irromp a la casa de Callie i Clay amb la intenció d'assassinar la parella, a qui descobreix mantenint relacions sexuals. Durant l'horrible atac s'inicia un incendi, que ràpidament crema la casa.
Jude arriba i veu l'infern. Rifle en mà, Jude entra per rescatar Callie i Clay. Quan la Callie li diu a en Darkly que l'estima, en Darkly dubta, donant a Jude l'oportunitat de disparar-li. "Qui m'estimarà ara?" són les últimes paraules de Darkly quan mor als braços de Callie.
L'endemà al matí, mentre Callie, Clay i Jude veuen les ruïnes de la casa, arriba una família de gent de circ. Afirmen haver perdut tots els subministraments i pregunten si algú havia vist la seva sabata gegant.
El grup decideix buscar ajuda junts. Un dels nens regala a Callie una sabata que s'assembla a la sabata gegant.
- Brendan Fraser com a Darkly Noon
- Ashley Judd com a Callie
- Viggo Mortensen com a Clay
- Loren Dean com a Jude
- Lou Myers com Quincy
- Grace Zabriskie com a Roxy

## Recepció crítica
Entertainment Weekly va anomenar The Passion of Darkly Noon "una comèdia no desitjada amb un final abrasador", citant mala interpretació, diàlegs exagerats i girs argumentals inversemblants. Per contra, la revista Fangoria va elogiar la pel·lícula, citant especialment l'actuació de Brendan Fraser.
El principal crític de cinema del Regne Unit Mark Kermode ha elogiat la pel·lícula dient-la "Una de les meves experiències cinematogràfiques preferides dels últims anys" i també citant-lo com "la gran obra no reconeguda de [Ridley]".
Igual que la pel·lícula anterior de Ridley La pell que brilla, ha desenvolupat un seguici de culte i el 2014 va ser el top 10 a The Daily La llista de Telegraph de les 50 pel·lícules més infravalorades de tots els temps.